# SFC Stern 1900
SFC Stern 1900 is een Duitse voetbalclub uit het Berlijnse stadsdeel Steglitz. De club werd opgericht in 1900.

## Geschiedenis
De club werd opgericht op 30 september 1900 door leden van de atletiekclub SC Victoria 1897. De club sloot zich aan bij de Duitse voetbal- en cricketbond en speelde datzelfde jaar nog in die competitie, waar ze vijfde werden. De bond liep echter op zijn laatste benen. In 1904 sloten ze zich aan bij de Fußball- und Athletik-Bund Berlin, maar ook deze bond werd een jaar later opgeheven. Nadat ze eerst geweigerd werden bij de Berlijnse voetbalbond mocht de club in 1906 wel lid worden. 
Tijdens de Eerste Wereldoorlog sneuvelden zestien leden. In de jaren twintig was de club in de tweede klasse van de Brandenburgse competitie. In 1933 fuseerde de club met SV Cherusker 1910. In 1937 degradeerde de club naar de derde klasse. 
Sinds 2007 speelde de club onafgebroken in de Berlin-Liga, dat sinds 2008 nog maar de zesde hoogste klasse is. In 2020 slaagden de Berlijners erin om te promoveren naar de Oberliga.